# 돌널무덤
돌널무덤(石棺墓, 석관묘)은 널길이 없이 석재로 네 벽을 쌓은 무덤으로 평평한 돌(판석)을 상자 모양으로 만들어 관으로 사용하는 청동기 시대의 무덤이다. 상자식 돌널무덤이라고도 한다. 고인돌(지석묘)보다 앞 선 시대에 나타나며, 한국의 돌널무덤은 청동기 시대 거의 전 기간, 전 지역에 걸쳐 분포하였다.

## 개요
돌널무덤은 한자어로 ‘석관묘(石棺墓)’라고 한다. 용어상 돌널(石棺)및 돌방(石室)과의 구분 기준이 명료하지 않은 실정이어서 큰 무덤인 경우에는 용어 사용에 이견이 있다. 엄격한 의미에서 본다면, 나무널〔木棺〕을 불편 없이 쉽게 넣을 수 있을 정도의 공간 및 규모를 지니고 그 안에 피장자의 착장품 외의 부장유물을 갖추고 있으면 돌덧널무덤이라고 부를 수 있다.
동이족은 시신을 매장할 때 다른 민족과는 달리 돌 재료를 선호했는데, 돌무덤(석묘)은 종류에 따라 돌무지무덤(적석총), 돌덧널무덤(석곽묘, 石槨墓]), 돌널무덤(석관묘), 고인돌무덤(지석묘), 돌방무덤(석실묘) 등이 있다.
1908년 일본인 도리이 류조가 처음 조사한 후 밝혀진 훙산 문화 지역에서 1983년에서 1985년까지 랴오닝성 진핑 현 우허량에서 훙산문화 시기의 적석총 유적에서 돌널무덤이 발견되어 돌널무덤이 발해 연안 지역에서 신석기 후기에 한반도로 유입되었다고 추측하고 있다.
일본에서 돌널무덤은 야요이 시대 전기에 고인돌(지석묘)에 수반하는 형태로 나타났다. 돌널무덤은 북부 규슈에서 주고쿠 지방 서부까지 퍼졌지만, 내륙에서는 발견되지 않고, 주로 해안 지역에 집중하고 있다. 야요이 시대 중기에는 북부 규슈에서 독무덤이 주류를 이루며, 돌널무덤의 분포의 중심은 주고쿠 지방의 세토우치 연안이 되었다.
이러한 돌널무덤은 점차 커지고 지상으로 나와서 북방식 고인돌이 되었고, 지하구조로 바뀐 남방식 고인돌은 영남지방의 돌덧널무덤으로 발전하였다.

## 전해오는 이야기
돌덧널무덤은 초기철기시대와 삼국시대 전기에 성행하였고 굴식무덤이 보편화되는 6세기 중엽에 쇠퇴하였으며, 그 뒤로는 최소형의 배장(陪葬)용으로 축조되기도 하였다. 돌덧널무덤은 청동기시대 이래로 할석이나 냇돌을 사용하여 벽체를 수직으로 쌓고 뚜껑돌을 덮은 단순한 구조의 단장(單葬)용이므로, 추가장용으로 만들기 위해 폭을 늘리고 천정부를 좁힌 굴식무덤이 급격히 확산되기 전까지는 한반도 동남부지방에서 가장 성행한 무덤 양식이라고 할 수 있다.

## 논란
돌널무덤은 석곽묘라고 하는데 2012년 10월 충북 청주에서 초기철기시대 석곽묘와 청동기시대 집자리 7기 등이 확인돼 학계의 관심이 모아지고 있다. 한국고고환경연구소가 지난달 청주시 흥덕구 가경동 산 51번기 공동주택 신축부지를 발굴·조사한 결과 구릉 정상부와 남쪽 경사면 일대로 청동기시대 집자리 7기와 초기철기시대 석곽묘 1기를 발굴했다. 이 석곽묘는 청동기시대 집자리를 파괴하고는 원형(너비 약 3m, 깊이 약 1m)으로 땅을 판 다음에 그 가운데 길이 230cm, 너비 80cm, 깊이 1m인 관자리(목관을 넣을 자리)를 다시 판 형태여서 중국의 동이족의 돌널무덤(석곽묘)와 비교할 수 있게 되었다.
그러나 대규모인 것도 구덩식(竪穴式)이면 모두 덧널로 보는 학자들이 있다. 그 반면에 구덩식과 굴식의 구분은 통로나 입구 여부에 따른 개념으로, 크기가 우선된 ‘덧널(槨)’과 ‘방(室)’의 개념과 무관하므로 내부에 덧널을 어렵지 않게 설치할 정도의 공간이면 방으로 보아야 한다는 학자들로 나뉘어 있다. 한편, 근래에는 굴식 중의 한 유형인 앞트기식(橫口式)의 작은 규모를 돌덧널(石槨)의 개념으로 파악하는 견해들도 대두되고 있다.

## 같이 보기
- 한국의 청동기 시대
- 민무늬토기 시대
- 고인돌
- 널무덤